# Гарден Сити (Мисури)
Гарден Сити (енгл. Garden City) град је у америчкој савезној држави Мисури.

## Демографија
По попису из 2010. године број становника је 1.642, што је 142 (9,5%) становника више него 2000. године.
| Група             | 2000.         | 2010.         |
| Белци             | 1.451 (96,7%) | 1.576 (96,0%) |
| Афроамериканци    | 3 (0,2%)      | 3 (0,2%)      |
| Азијати           | 0 (0,0%)      | 4 (0,2%)      |
| Хиспаноамериканци | 22 (1,5%)     | 28 (1,7%)     |
| Укупно            | 1.500         | 1.642         |